# Frederick (singel Patti Smith)
Frederick – piąty singel Patti Smith nagrany w 1979 w Bearsville Studios (Nowy Jork).

## Lista utworów
1. "Frederick" (Patti Smith) – 3:01
2. "Fire of Unknown Origin" (Smith, Lenny Kaye) – 2:09

## Skład
- Patti Smith – wokal
- Lenny Kaye – gitara
- Jay Dee Daugherty – perkusja
- Ivan Kral – gitara basowa
- Richard Sohl – instrumenty klawiszowe